# クムドールの剣
『クムドールの剣』（クムドールのけん） は、1991年にアスキーから発売されたPC98シリーズ用のコンピュータRPG形式のタイピングソフトである。最初は開発者の椿道明個人の作品として発売されたが、好評だったことからアスキーから発売されるようになった。タイピングゲームの黎明期の作品であり、本作でブラインドタッチを習得したプレイヤーも多い。
1994年12月にはMacintosh版が発売された。

## 操作方法
操作にはキーボードを使用する。ローマ字入力に対応。ゲーム開始時はF,J,Spaceキーの3種類のキーしか使えず、マップ上の主人公はJキーで方向を変え、Fキーで前進する。FとJはブラインドタッチにおける両手の人差し指のホームポジションとなっている。キーを旅の途中で購入したり拾ったりすることで、タイピングに使用できるキーの種類が増え、ゲームが進行すると同時に難易度が上がるというシステムになっている。
フィールド上で敵と遭遇した場合、画面に表示される文字列をタイピングすることで倒すことができるが、間違った文字を入力したり入力が遅れたりすると主人公のHPが減っていく。